# 酒田市立資料館
酒田市立資料館（さかたしりつしりょうかん）は、山形県酒田市にある資料館である。

## 概要
酒田市の考古、歴史、民俗などの資料収集、保存、及び紹介する事を目的に開館した資料館。城輪柵、酒田商人、戊辰戦争、酒田大火などに関する資料が常設で展示されており、テーマに沿った資料を展示する企画展が年に数回行われている。

## 入館料[1]
- 個人
  - 一般 100円、小中高大学生 50円、幼児以下は無料
- 団体（20人以上）
  - 一般 70円、小中高大学生 30円

備考
- 身体障害者手帳または療育手帳及び精神保健福祉手帳をお持ちの場合、入館料は個人・団体を問わず半額。また、身体障害者手帳の1種または療育手帳のAと認定されている場合、介助者の入館料は1人まで半額。
- 個人年間券 520円
- 土曜日と日曜日は小中学生の入館料が無料。
- 毎年5月5日（こどもの日）、5月19日〜5月21日（酒田祭期間）、11月3日（文化の日）は入館料が無料となる。

## 開館時間[1]
- 午前9時～午後4時30分

## 休館日[1]
- 4月〜11月
  - 無休
- 12月〜3月
  - 毎週月曜日（国民の祝日の場合は翌日休館）
  - 年末年始（12月29日～1月3日
- 展示替えの臨時休館あり

## アクセス[1]
- JR酒田駅よりタクシーで約5分
- JR酒田駅よりバスで約9分（庄内交通バス「大通り商店街」下車→徒歩1分）
- 庄内空港よりタクシーで約20分
- 庄内空港よりバスで約30分（シャトルバス「中町」下車→徒歩5分）
- 日本海東北自動車道酒田中央ICより約10分

無料駐車場あり